# Crepé

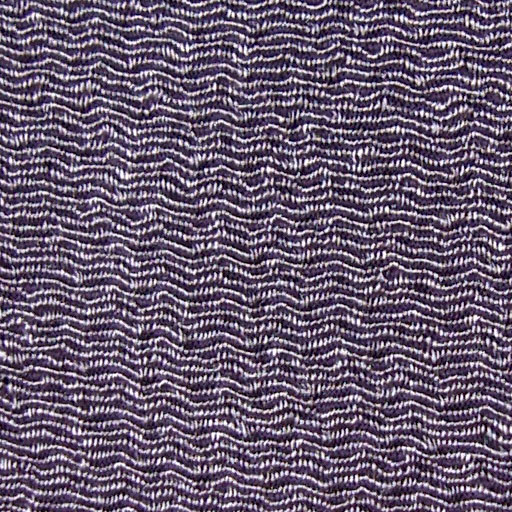
Superficie de una pieza de crepé japonés hecha con 100 % rayón

El crepé (del francés crêpe, y a su vez del latín crispus: arrugado) es un tejido de superficie granular y arrugada. Se forma a partir del entrecruzado de los hilos al tejer o mediante el uso de hilo fuertemente sobregirado, para obtener un acabado ligeramente rizado. Se riza aún más con el lavado. Existe crepé de lana, de seda, de algodón, de lino y de sarga. Más recientemente se hace también con fibras de poliéster.

## Características
Las hebras se tuercen en S o en Z. Las irregularidades del tejido hacen que no se pueda estampar y que sea reversible. Es un tejido fino utilizado para vestidos y blusas, y para trajes masculinos elegantes.
Existen dos variantes, el llamado "auténtico crepé" y el "crepé no auténtico". El primero se caracteriza porque el efecto de crepé solo se consigue mediante el uso de hilo sobregirado, del que hay dos variantes, crepé entero y crepé medio. En el "crepé no auténtico" el aspecto granular e irregular se obtiene mediante uniones especiales de las hebras. 